# 라파엘라 오티아노

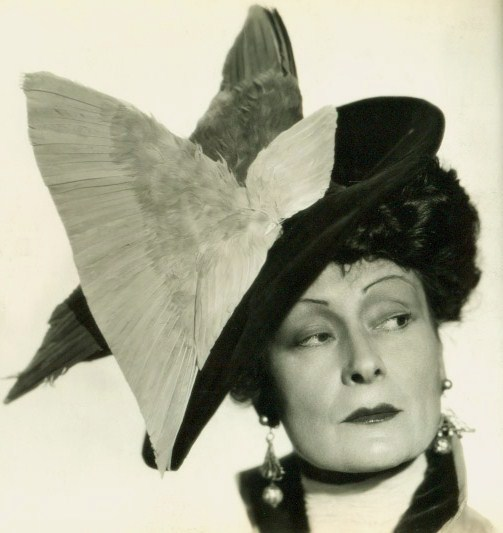

라파엘라 오티아노(Rafaela Ottiano, 1888년 3월 4일 ~ 1942년 8월 18일)는 이탈리아 왕국의 연극 배우, 영화배우이다.
베네치아에서 태어났다.

## 영화
- 아이 매리드 언 엔젤 (1942년)
- 머나먼 항해 (1940년)
- 파리 허니문 (1939년)
- 마리 앙투아네트 (1938년)
- 수에즈 (1938년)
- 메이타임 (1937년)
- 7번째 하늘 (1937년)
- 하층민(영어판) (1936년)
- 안소니 에드버즈 (1936년)
- 악마의 인형 (1936년)
- 컬리 탑 (1935년)
- 다이아몬드 릴 (1933년)
- 그랜드 호텔 (1932년)